# Władimir Smorczkow
Władimir Smorczkow (ur. 25 stycznia 1980) – rosyjski sztangista, mistrz świata i dwukrotny mistrz Europy.
W 2006 roku po mistrzostwach Europy we Władysławowie został zdyskwalifikowany na dwa lata za stosowanie dopingu i pozbawiony srebrnego medalu zdobytego w tej imprezie.